# Elmore megye (Alabama)
Elmore megye az Amerikai Egyesült Államokban, azon belül Alabama államban található. Az Alabama kelet-középső részén található Elmore megye Alabama harmadik leggyorsabban növekvő megyéje. Az állam leghajózhatóbb vízi útjai találhatok a megyében. A 83 millió évesre becsült Wetumpka-kráter , amely Wetumpka városának keleti oldalán található, az állam egyik legegyedibb geológiai eleme, és az egyetlen azonosított meteorkráter Alabamában. Csaknem öt mérföld széles. Elmore megyét egy választott öttagú megyei bizottság irányítja.
Megyeszékhelye Wetumpka, legnagyobb városa Millbrook. Lakosainak száma 87 977 fő (2020. április 1.). Elmore megye Coosa, Autauga, Montgomery, Tallapoosa, Macon és Chilton megyékkel határos.

## Történet
Elmore megyét 1866. február 15-én alapították Coosa , Autauga és Montgomery megyék egyes részeinek felhasználásával. Nevét John Archer Elmore tábornokról , az amerikai függetlenségi háború veteránjáról és Alabama korai telepeséről kapta. Elmore megye területén a telepesek megérkezése elött a creekek laktak. A mai Wetumpka és Tallassee városok , amelyek a Coosa és a Tallapoosa folyók partján találhatók, megtartották az egykori Creek városok nevét amelyek ezen a helyen voltak találhatóak. Tuckabatchee, a Creek Nation egyik legfontosabb városa szintén Elmore megyében, Tallassee városának közelében található. Miután 1702-ben megérkeztek a franciák Mobileba , Jean-Baptiste Le Moyne , Sieur de Bienville expedíciót küldött az Alabama folyón fel a mai Elmore megye déli területére, hogy megalapítsa az 1717-ben elkészült Toulouse-erődöt . A Carolinából és Georgiából származó telepesek a tizennyolcadik század végén és a tizenkilencedik század elején nagy számban érkeztek a mai Elmore megyébe, bonyolítva az állam és a szövetségi kormány, valamint a Creekek közötti amúgy is feszült viszonyt. 1812-ben Shawnee indián törzs főnöke, Tecumseh a Creek-ek Red Sticks néven ismert frakcióját vezette egy felkelésben , amely 1814-ben a Horseshoe Bend-i csatában Andrew Jackson csapatai által a Creek Nemzet legyőzésével fejezödött be. A csata után a Creekek kénytelenek voltak átengedni a földjüket a Fort Jackson-i szerződésben . Elmore megyében élt Alabama első kormányzója , ,William Wyatt Bibb , aki hivatalba lépése után nem sokkal meghalt.
Miután a telepesek elárasztották a területet, gyorsan rendkívül termelékeny mezőgazdasági és kereskedelmi központtá vált Alabama kelet-középső részén. Bár a polgárháború alatt nem vívtak csatákat a megyében , 1864-ben Josiah Gorgas , a konföderációs csapatok parancsnoka áthelyezte a richmondi karabélygyárat a virginiai Richmondból a Tallapoosa-folyó menti Tallasse fegyvergyárba, Elmore megye keleti részébe, hogy elkerülje az uniós csapatokat. Ez lett végül az egyetlen konföderációs fegyverraktár, amelyet nem semmisítettek meg a háború alatt.

## Népesség
A 2020-as népszámlálási becslések szerint Elmore megye lakossága 87 977 fő volt a következő eloszlás szerint.
| Rassz            | lélekszám | százalék | rangsor az állam 67 megyéje közül |
| ---------------- | --------- | -------- | --------------------------------- |
| Teljes           | 87977 fő  | 1,75     | 17                                |
| Fehér            | 62540 fő  | 71,1     | 29                                |
| Afroamerikai     | 18126 fő  | 20,6     | 36                                |
| Több rasszú      | 3276 fő   | 3,7      | 26                                |
| Spanyol          | 2793 fő   | 3,2      | 34                                |
| Ázsiai           | 669 fő    | 0,8      | 20                                |
| Őslakos és egyéb | 573 fő    | 0,7      | 23                                |

A megyeszékhelynek, Wetumpkának 8282 lakosa volt.
 A megye további jelentősebb települései közé tartozik Millbrook, Eclectic, Coosada , Tallassee, Elmore és Deatsville . 
A háztartások medián jövedelme 62 324 dollár volt, szemben az állam egészére vonatkozó 52 035 dollárral, az egy főre jutó jövedelem pedig 29 585 dollár volt, szemben az állam egészének 28 934 dollárjával.
A megye népességének változása:
| Lakosok száma | 79 512 | 80 010 | 80 417 | 80 902 | 81 468 | 87 977 |
|               | 2010   | 2011   | 2012   | 2013   | 2015   | 2020   |

## Gazdaság
A tizenkilencedik század elején a mai Elmore megyében élénk kereskedelem folyt a folyók mentén a francia, brit és Creek indiánok között. Wetumpka városa, amely a Coosa, Tallapoosa és Alabama folyók találkozásánál található, a mezőgazdasági kereskedelem fontos központjává vált. Ahogy a gyapot a polgárháború előtt a legfontosabb terményé vált Alabamában, a gazdálkodók elkezdték a leszedett termést Wetumpka raktáraiba szállítani, ahonnan az Alabama folyón leszállították, hogy Mobile-ban eladhassák. Elhelyezkedése és gazdasági sikerei miatt Wetumpka az 1840-es években esélyes volt az állam új fővárosa címre, de több szavazattal kikapott Montgomerytől . A polgárháború és az újjáépítés elpusztította Elmore megye mezőgazdaságra és hajózásra épülő gazdaságát. A huszadik század elején a megye élete szorosan összekapcsolódott Montgomery ével, mivel a lakosok a 231-es amerikai autópályát kezdték használni a fővárosba való munkába járáshoz.
1878-ban a Louisville-i és a Nashville-i vasút befejezte az Elmore megyén áthaladó vasútvonalat, a Prattville- i szárnyvonallal. A vonal Millbrookon ment keresztül, amely gyorsan népszerűvé vált azok számára, akik el akartak menekülni Montgomery nyüzsgéséből. 1977-ben Millbrook városa községgé vált, és gyorsan a megye legnagyobb városává fejlődött. Pratville, a Daniel Pratt iparos által létrehozott város részben Elmore megyében található, és az elmúlt évtizedek során kiskereskedelmi központtá bővülése a megye gazdaságához is hozzájárult. 2013 decemberében megnyílt a Wind Creek Wetumpka kaszinó és szálloda komplexum Wetumpka városa közelében.

## Foglalkoztatás
A 2020-as népszámlálási becslések szerint Elmore megyében a munkaerő a következő ipari kategóriák között oszlik meg:
- Oktatási szolgáltatások, valamint egészségügyi és szociális segélyek (22,9 százalék)
- Kiskereskedelem (13,2 százalék)
- Közigazgatás (11,3 százalék)
- Feldolgozóipar (9,7 százalék)
- Művészetek, szórakoztatás, rekreáció, valamint szállás- és étkezési szolgáltatások (8,4 százalék)
- Szakmai, tudományos, gazdálkodási, valamint adminisztratív és hulladékgazdálkodási szolgáltatások (8,2 százalék)
- Építőipar (6,1 százalék)
- Szállítás és raktározás, valamint közművek (5,4 százalék)
- Pénzügy és biztosítás, valamint ingatlan, bérbeadás és lízing (5,3 százalék)
- Egyéb szolgáltatások, kivéve a közigazgatást (4,8 százalék)
- Nagykereskedelem (2,7 százalék)
- Információ (1,1 százalék)
- Mezőgazdaság , erdőgazdálkodás , halászat és vadászat , valamint kitermelő (1,0 százalék)

## Oktatás
Az Elmore megyében 15 iskola és négy magániskola van.

## Földrajz
Az 1702 négyzetkilométer területű Elmore megye az állam kelet-középső részén fekszik, teljes egészében a piemonti dombság régión belül.
A Tallapoosa folyó a megye keleti szélén halad délnyugati irányba, mielőtt Wetumpkától délre csatlakozik a Coosa folyóhoz. A Tallapoosa mellékfolyói, a Tumkeehatchee és a Chubbehatchee patakok folynak a megye keleti felén. 1926-ban az Alabama Power gátat épített a Tallapoosa folyón, és létrehozta a Martin-tavat , amely Elmore megye északkeleti felén található. A Coosa folyó a megye északnyugati szakaszán halad végig, ahol Wetumpkától délre folyik, mielőtt csatlakozna az Alabama folyóhoz. 1928-ban az Alabama Power gátat épített a Coosa folyón, és létrehozta a Jordan-tavat Wetumpkától északra. Az US 231 autópálya, amely észak-déli irányban halad át a megye központján, a terület fő közlekedési útvonala. Ezenkívül az I-65 áthalad a délnyugati sarok egy kis részén Millbrook és Prattville városok közelében. A wetumpkai Evans repülőtér a megye egyetlen nyilvános repülőtere .

## Események és látnivalók
Elmore megye vízi útjai az állam leglátogatottabb kikapcsolódási területei közé tartoznak. A Tallapoosa folyón fekvő Martin-tó az Egyesült Államok egyik legnagyobb ember alkotta tava, ahol élénk vízhez kapcsolódó élet folyik. Szintén a Martin-tónál található a Kowaliga, az a hely, ahol a pletykák szerint Hank Williams írta a Kaw-Liga című slágerét. A Coosa folyón található Jordan-tó kiváló horgászhelyeket kínál. Wetumpka és a Coosa folyó ad otthont a Coosa River Challenge-nek, egy triatlonhoz hasonló versenynek, amely 2003-ban kezdődött, és évente rendszeresen 150-200 kalandrajongót vonz. A verseny a Swayback Bridge Trail 8,5 mérföldes nyomvonalrendszerénél kezdődik, és a Coosa folyót követi a folyásirányban, és Wetumpka belvárosában ér célba. A Swayback Bridge Trail az éves hegyikerékpár-versenynek, az Attack on Swaybacknek is otthona. A város ad otthont az éves Coosa River Whitewater Fesztiválnak , és a 2005-ös US Freestyle Kayaking Nationals helyszíne volt. Ezenkívül Wetumpka városa minden évben a helyi földtulajdonosokkal és hatóságokkal együttműködve szponzorálja a kráter éves nyilvános túráit. Az Alabama Nature Center egy olyan oktatási intézmény, amely szabadtéri, gyakorlati tevékenységekre összpontosít diákok, oktatók és mások számára, akik érdeklődnek Alabama természeti világának megismerésében. Minden hónap harmadik hétvégéjén nyitva áll a nagyközönség előtt.
Elmore megye történelmi helyszínei közé tartozik az Elmore Megyei Múzeum , amely a helyi és regionális történelem központja, valamint a Fekete Történeti Múzeum, amely az Elmore megyei családok történetére, azokra a közösségekre, ahol éltek, és templomaikra összpontosít. Mindkettő Wetumpkában található. A Nemzeti Történelmi Helyek Nyilvántartásában szereplő épületek közé tartozik az Ellerslie (1818) Millbrook-ban, a Tallassee Kereskedelmi Történelmi Körzet és a Tallassee Mills Tallasee-ban, valamint számos építmény Wetumpkában, mint például a Fort Toulouse és az Alabama State Penitenciary.